# Elisabeth Massi Fritz
Elisabeth Massi Fritz, född Massi 24 juli 1967 i Växjö församling i Kronobergs län, är en svensk brottmålsadvokat som driver egen advokatbyrå. Hon är även känd som opinionsbildare i frågor kring hedersbrott och sexualbrott.

## Biografi
Massi Fritz föddes i Växjö församling och växte upp i en kristen syriansk familj ifrån Libanon, en uppväxt som hade inslag av hederskultur. Hon kände att hon behandlades annorlunda som flicka och än sina svenska kamrater, tilläts inte ha pojkvän och mötte stort motstånd när hon ville flytta för att studera. År 1986 flyttade hon trots familjens invändningar till Stockholm för att studera på juristprogrammet vid Stockholms universitet.
Elizabeth Massi Fritz inledde sin yrkesbana 1989 som affärsjurist på byrån Allen, Allen & Hemsley fram tills hon vann ett brottmål gällande en kvinna som utsatts för hedersbrott. Efter det gick hon över till att företräda brottsoffer i rätten.
Hon driver en egen advokatbyrå sedan 1996. Hon har, framför allt som målsägarbiträde, företrätt personer som har utsatts för brott, exempelvis hedersbrott, familjevåld eller våldtäkt. Hon har arbetat med flera uppmärksammade fall, bland annat med de hedersmördade kvinnorna Pela Atroshi och Fadime Sahindal, Stureplansrättegången, våldtäktsmålet mot plastikkirurgen Carl-Åke Troilius, våldtäktsmålet mot polismästaren Göran Lindberg samt SÄPO-målet. Under våren 2012 var hon expertkommentator i Sveriges Television vid rättegången mot Anders Behring Breivik.
Elisabeth Massi Fritz utsågs till "Årets Yrkeskvinna" 2002 för sitt engagemang för brottsoffren och var värd för Sommar i P1 den 30 juni 2008.
Under hösten 2017 var Elisabeth Massi Fritz en av frontfigurerna i #metoo-rörelsen och hennes advokatkontor företrädde flera kvinnor i efterföljande rättsprocesser.
Advokatsamfundets disciplinnämnd beslöt den 27 augusti 2018 att tilldela advokaten Elisabeth Massi Fritz varning med högsta straffavgift om 50 000 kronor. Hon undersöktes efter uppgifter i media om dåligt ledarskap och överdebitering. Varningen utfärdades inte för överdebitering men för att ha brutit mot god advokatsed i sina anställningsavtal och för att ha försvårat granskningen.
Advokatsamfundets disciplinnämnd varnade Elisabeth Massi Fritz igen i juni 2019. Detta efter att hon i april 2019 publicerat en mans adress på Instagram.

## Opinionsbildning
Massi Fritz är opinionsbildare i frågor kring hedersbrott. Hon anser att förövare som dömts för hedersbrott bör utvisas även om de bott en tid i Sverige. Enligt hennes erfarenhet ifrån rättegångar anser hon att utvisning är det straff som gärningsmän fruktar mest. Massi Fritz anser att hedersbrott bör omnämnas i Brottsbalken som en försvårande omständighet, på samma sätt som vid hatbrott.
Under hösten 2017 var Elisabeth Massi Fritz en av frontfigurerna i #metoo-rörelsen och deltog både i TV:s panelprogram, var aktiv på social medier och diskuterade sexualbrott med statsministern.
Hon debatterade länge för att ändra sexualbrottslagen i Sverige till en samtyckeslag, det vill säga att frivillighet ska avgöra om det är ett sexuellt övergrepp, och inte nödvändigtvis våld och tvång. Hon kritiserade 2013 års ändringar i lagen för att inte ta hänsyn till samtyckesfrågan, och konstaterade att det gick emot utvecklingen i internationell straffrätt. Lagen ändrades i den riktningen 2018.

## Priser och utmärkelser
- Årets yrkeskvinna 2002
- Kungliga sällskapet Pro Patrias stora guldmedalj 2007
- Allmänna barnhusets stora pris 2007 (delat pris)
- Årets jurist 2009[19]
- Karin Söders minnesstipendium 2016[20]